# المنجارة (النادرة)

تعديل مصدري - تعديل

المنجارة محلة تابعة لقرية ضوس، التابعة لعزلة حدة بمديرية النادرة إحدى مديريات محافظة إب في الجمهورية اليمنية، بلغ تعداد سكانها 22 حسب تعداد اليمن لعام 2004.